# The Edge of Seventeen
Ne doit pas être confondu avec Edge of Seventeen.
Pour plus de détails, voir Fiche technique et Distribution.
The Edge of Seventeen (ou 17 ans, sérieusement? au Québec et Nouveau-Brunswick) est une comédie dramatique américaine écrite et réalisée par Kelly Fremon Craig sortie en 2016.

## Synopsis
Adolescente difficile et marginale, Nadine connaît des difficultés pour se lier d'amitié avec ses camarades, à l'exception de Krista qu'elle connaît depuis l'enfance. Mais sa vie se trouve chamboulée quand cette meilleure amie commence à sortir avec son frère aîné.

## Fiche technique
- Titre original : The Edge of Seventeen
- Titre québécois : 17 ans, sérieusement?
- Réalisation et scénario : Kelly Fremon Craig
- Photographie : Doug Emmett
- Direction artistique : John Alvarez
- Décors : Ide Foyle
- Costumes : William Arnold
- Montage : Tracey Wadmore-Smith
- Musique : Atli Örvarsson
- Producteur : James L. Brooks, Richard Sakai, Julie Ansell et Kelly Fremon Craig
  - Producteur exécutif : Oren Aviv, Pete Corral, Brendan Ferguson, Adam Fogelson, Cathy Schulman, Robert Simonds, Donald Tang, Zhongjun Wang, Zhonglei Wang et Jerry Ye
- Sociétés de production : Gracie Films et STX Entertainment
- Pays d’origine :  États-Unis
- Langue originale : anglais
- Genre : Comédie dramatique
- Durée : 108 minutes
- Dates de sortie :
  - États-Unis : 18 novembre 2016
  - France : 16 mars 2017 (vidéo à la demande)

## Distribution
- Hailee Steinfeld (V.Q. : Mylène Mackay)[1] : Nadine Franklin
- Haley Lu Richardson (V.Q. : Juliette Garcia) : Krista
- Blake Jenner (V.Q. : Xavier Dolan) : Darian
- Woody Harrelson (V.Q. : Louis-Philippe Dandenault) : M. Bruner
- Kyra Sedgwick (V.Q. : Hélène Mondoux) : Mona
- Hayden Szeto (V.Q. : Louis-Philippe Berthiaume) : Erwin Kim
- Eric Keenleyside (V.Q. : Guy Nadon) : Tom
- Katie Stuart (V.Q. : Ludivine Reding) : Jeannie
- Alexander Calvert (V.Q. : Nicholas Savard L'Herbier) : Nick Mossman
- Meredith Monroe (V.Q. : Laurence Dauphinais) : Greer, la femme de M. Bruner

## Distinctions

### Nominations et sélections
- Golden Globes 2017 : Nomination au Golden Globe de la meilleure actrice dans un film musical ou une comédie pour Hailee Steinfeld